# Hirotoshi Honda
Hirotoshi Honda (japonès: 本田 博俊)  (Hamamatsu, 11 d'abril de 1942) és un empresari japonès, enginyer i fundador de Mugen Motorsports. És fill de Soichiro Honda, fundador de Honda Motor Company.